# Jatirejo (Suruh)
Jatirejo is een bestuurslaag in het regentschap Semarang van de provincie Midden-Java, Indonesië. Jatirejo telt 2333 inwoners (volkstelling 2010).